# Eledone
Eledone ist eine kleine bis mittelgroße Gattung aus der Familie der Echten Kraken. Die einzelnen Arten leben im Atlantischen Ozean, dem Mittelmeer und dem Indischen Ozean.

## Merkmale

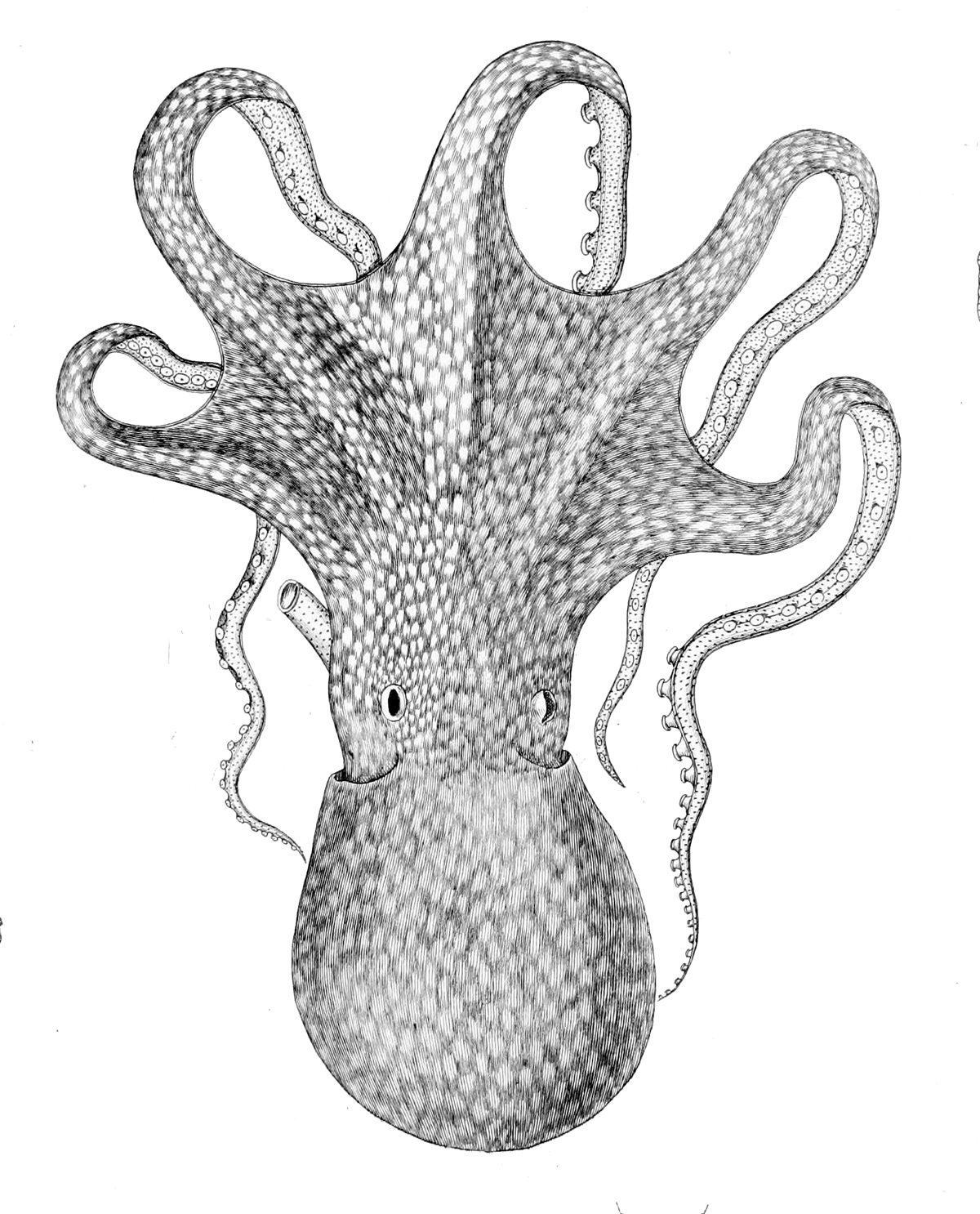
Zeichnung von Eledone moschata

### Anatomie
Die Eledone-Arten sind unterschiedlich groß und besitzen Mantellängen zwischen 47 und 250 Millimeter. Die größte Art, Eledone cirrhosa, erreicht eine Gesamtlänge von 55 Zentimetern und ein Gewicht von 1,2 Kilogramm.
Alle Arten der Gattung Eledone besitzen einen länglichen, eiförmigen Mantel und eine Reihe Saugnäpfe an jedem Tentakel. Diese gehen an den nicht-hectocotylen Armen an den Spitzen in zwei Reihen aus fleischigen Papillen oder Lamellen über. Dies ist ebenfalls ein gattungspezifisches Merkmal. Bei allen Arten ist der Kropf deutlich ausgeprägt und bildet eine Nebenabzweigung der Speiseröhre.
Bei den meisten Arten der Gattung besitzen die Männchen vergrößerte Saugnäpfe. Das Trichterorgan hat bei den einzelnen Arten unterschiedliches Aussehen; es ist UU- I∩I- oder W-förmig.
Die Ligula aller Arten der Gattung besitzt keinen Calmus und macht drei bis vier Prozent der Armlänge aus. Einige Arten besitzen statt einer Ligula eine gehirnartige Struktur in Form einer schrumpeligen, abgerundeten Spitze.

### Aussehen
Die Farbgebung der einzelnen Arten im Ruhezustand unterscheidet sich. Sie besitzen keine Falsch-Augenflecken (Ocellen). Bei allen Arten ist die Hautoberfläche mit feinen, dicht aneinanderliegenden Warzen bedeckt. Wie alle Echten Kraken können Eledone-Arten durch eine Kombination aus verschiedenen Chromatophoren und einer Veränderung der Hauttextur ihr Aussehen der Umgebung anpassen.

## Verbreitung und Lebensraum
Die Verbreitung der Eledone-Arten erstreckt sich über den Atlantischen Ozean und den Indischen Ozean.
Sie wurden in Tiefen zwischen 5 und 500 Metern unter dem Meeresspiegel gefunden. Die meisten Arten leben in einer Tiefe von unter 300 Metern. Den typischen Lebensraum bilden weiche Sediment-Substrate, aber auch Geröll und Felsriffe.

## Historische Systematik
- Eledone aldrovandi gilt als Synonym von Eledone cirrhosa[4]
- Eledone brevis wird als Thaumeledone brevis in die Gattung Thaumeledone gestellt.[4]
- Eledone carlgreni und Eledone thysanophora wurden 2005 mit Eledone schultzei synonymisiert.[4]
- Eledone verrucosa wird als Graneledone verrucosa in die Gattung Graneledone gestellt.[4]

## Systematik
Gegenwärtig (2015) werden sieben Arten zur Gattung gezählt:
- Eledone caparti
- Eledone cirrhosa (Zirrenkrake)
- Eledone gaucha
- Eledone massyae
- Eledone microsicya
- Eledone moschata (Moschuskrake)
- Eledone nigra (Schwarzer Kranke)
- Eledone palari
- Eledone schultzei